# 1940 w muzyce
Wydarzenia muzyczne w 1940 roku.

## Wydarzenia
- styczeń – Frank Sinatra dołącza do orkiestry Tommy Dorseya
- 20 lipca – magazyn „Billboard” publikuje pierwsze muzyczne notowanie
- 23 listopada – Dmitrij Szostakowicz, Kwintet fortepianowy, premiera
- 6 grudnia – Arnold Schönberg, Koncert skrzypcowy, premiera
- Woody Guthrie – zaczyna muzyczną karierę
- Bing Crosby wydaje swój pierwszy album studyjny pod tytułem Ballad for Americans

## Urodzili się
- 1 stycznia
  - Anna Prucnal, polska aktorka i piosenkarka
  - László Sáry, węgierski kompozytor i pianista
- 6 stycznia – Van McCoy, amerykański muzyk, producent muzyczny (zm. 1979)
- 7 stycznia – Dave Cousins, właśc. David Joseph Hindson, angielski muzyk; wokalista, gitarzysta i leader zespołu The Strawbs (zm. 2025)
- 8 stycznia – Piotr Ferensowicz, polski muzyk, chórzysta i dyrygent
- 9 stycznia – Barbara Buczek, polska kompozytorka i pianistka (zm. 1993)
- 12 stycznia – Ronald Shannon Jackson, amerykański perkusista jazzowy (zm. 2013)
- 14 stycznia – Georgie Dann, francuski piosenkarz (zm. 2021)
- 16 stycznia
  - Klemens Kamiński, polski organista, improwizator, dyrygent, kompozytor, pedagog (zm. 2012)
  - Roberto Roena, portorykański perkusjonista salsa, leader orkiestry, tancerz (zm. 2021)
- 18 stycznia – Iva Zanicchi, włoska piosenkarka i eurodeputowana
- 20 stycznia – Jorge Peixinho, portugalski kompozytor (zm. 1995)
- 22 stycznia – Eberhard Weber, niemiecki kontrabasista i kompozytor jazzowy
- 23 stycznia – Jimmy Castor, amerykański kompozytor muzyki rozrywkowej (zm. 2012)
- 24 stycznia – Paulo Diniz, brazylijski piosenkarz i kompozytor (zm. 2022)
- 26 stycznia – Eugeniusz Kus, polski dyrygent, pedagog
- 3 lutego – Milan Lasica, słowacki aktor, dramaturg, komik, piosenkarz i osobowość telewizyjna (zm. 2021)
- 10 lutego – Kenny Rankin, amerykański piosenkarz, kompozytor i autor tekstów (zm. 2009)
- 12 lutego – Gilda Cruz-Romo, meksykańska śpiewaczka operowa (sopran) (zm. 2025)
- 16 lutego
  - Włodzimierz Łuszczykiewicz, polski dziennikarz radiowy, aktor dziecięcy, felietonista, autor tekstów piosenek, scenarzysta filmów animowanych (zm. 1994)
  - Leon Ware, amerykański wokalista soul, tekściarz i producent muzyczny (zm. 2017)
- 17 lutego – Vicente Fernández, meksykański piosenkarz, aktor i producent filmowy (zm. 2021)
- 18 lutego – Fabrizio De André, włoski poeta piosenkarz, kompozytor i autor tekstów piosenek (zm. 1999)
- 19 lutego
  - Smokey Robinson, amerykański piosenkarz popowy, autor tekstów, producent
  - Bobby Rogers, amerykański piosenkarz soulowy (zm. 2013)
- 20 lutego – Christoph Eschenbach, niemiecki pianista i dyrygent
- 23 lutego
  - Wieronika Krugłowa, rosyjska piosenkarka (zm. 2024)
  - Rick Stevens, amerykański muzyk funk i soul, wokalista zespołu Tower of Power (zm. 2017)
- 25 lutego
  - Ryszard Arning, polski śpiewak operowy (bas-baryton) (zm. 2008)
  - Jesús López Cobos, hiszpański dyrygent (zm. 2018)
- 28 lutego – Joe South, amerykański wokalista, gitarzysta i autor tekstów, wyróżniony Nagrodą Grammy (zm. 2012)
- 1 marca – Maria Białkowska-Dublasiewicz, polska dyrygentka (zm. 2024)
- 2 marca
  - Juraj Beneš, słowacki kompozytor, pianista (zm. 2004)
  - Andrzej Korzyński, polski kompozytor, aranżer, organista i pianista (zm. 2022)
- 3 marca – Antoni Cofalik, polski skrzypek i pedagog
- 6 marca – Billy Adams, amerykański muzyk R&B (zm. 2019)
- 7 marca – Tony Conrad, amerykański awangardowy artysta wizualny, eksperymentalny filmowiec, muzyk, kompozytor, artysta dźwiękowy, pedagog i pisarz (zm. 2016)
- 8 marca – Johnny Ventura, dominikański piosenkarz salsa, polityk (zm. 2021)
- 9 marca – Reijo Taipale, fiński piosenkarz pop (zm. 2019)
- 10 marca – Louis Moholo, południowoafrykański perkusista jazzowy (zm. 2025)
- 11 marca
  - Alberto Cortez, argentyński piosenkarz i autor piosenek (zm. 2019)
  - Jon Gibson, amerykański flecista, saksofonista, kompozytor i artysta wizualny (zm. 2020)
- 12 marca
  - Al Jarreau, amerykański wokalista jazzowy (zm. 2017)
  - Stanisław Wielec, polski muzyk i twórca ludowy (zm. 2020)
- 14 marca – Adolf Dallapozza, austriacki śpiewak operowy pochodzenia włoskiego (tenor)
- 15 marca
  - Phil Lesh, amerykański muzyk, członek zespołu Grateful Dead (zm. 2024)
  - Tommy McLain, amerykański muzyk, piosenkarz, multiinstrumentalista (zm. 2025)
- 16 marca – Anita Krochmalska-Podfilipska, polska pianistka i kameralistka, pedagog (zm. 2006)
- 21 marca
  - Solomon Burke, amerykański piosenkarz rockowy (zm. 2010)
  - Herbert Joos, niemiecki trębacz jazzowy, flecista, grafik (zm. 2019)
- 23 marca – Alan Blaikley, angielski kompozytor i autor tekstów piosenek (zm. 2022)
- 25 marca
  - Anita Bryant, amerykańska piosenkarka i działaczka chrześcijańska (zm. 2024)
  - Mina, właśc. Mina Anna Mazzini, włoska piosenkarka
- 29 marca – Astrud Gilberto, brazylijska piosenkarka jazzowa (zm. 2023)
- 5 kwietnia – Tommy Cash, amerykański muzyk country, brat Johnny’ego Casha (zm. 2024)
- 7 kwietnia – Jan W. Morthenson, szwedzki kompozytor
- 12 kwietnia – Herbie Hancock, amerykański pianista i kompozytor jazzowy
- 13 kwietnia
  - Vladimir Cosma, rumuński skrzypek i kompozytor muzyki filmowej
  - Piotr Figiel, polski dyrygent, kompozytor, aranżer, pianista i organista (zm. 2011)
- 17 kwietnia
  - Billy Fury, brytyjski piosenkarz i aktor filmowy (zm. 1983)
  - Siegfried Jerusalem, właśc. Siegfried Salem, niemiecki fagocista, śpiewak operowy (tenor)
  - Anja Silja, niemiecka śpiewaczka operowa (sopran)
- 19 kwietnia – Milan Knížák, czeski artysta, performer, rzeźbiarz, muzyk, kompozytor oraz twórca instalacji
- 23 kwietnia – Dale Houston, amerykański piosenkarz (zm. 2007)
- 24 kwietnia – Bayan Northcott, angielski krytyk muzyczny, kompozytor (zm. 2022)
- 29 kwietnia – George Adams, amerykański muzyk jazzowy, kompozytor i wokalista, saksofonista, flecista i klarnecista (zm. 1992)
- 2 maja – Bernard Sołtysik, polski kompozytor, aranżer, pedagog
- 5 maja – Lucy Simon, amerykańska kompozytorka (zm. 2022)
- 8 maja – Ricky Nelson, amerykański aktor, piosenkarz i gitarzysta popowy (zm. 1985)
- 12 maja – Norman Whitfield, amerykański muzyk, kompozytor i producent (zm. 2008)
- 14 maja – Peter Wimberger, austriacki śpiewak operowy (bas) (zm. 2021)
- 16 maja – Valeriu Negruța, mołdawski dyrygent i skrzypek (zm. 2021)
- 20 maja
  - Charles Blackwell, angielski aranżer, producent muzyczny i autor tekstów (zm. 2024)
  - Janina Romańska-Werner, polska pianistka, dr hab., wykładowca akademicki, profesor Akademii Muzycznej w Krakowie (zm. 2019)
  - Frode Thingnæs, norweski muzyk jazzowy, puzonista, kompozytor (zm. 2012)
- 21 maja
  - António Victorino de Almeida, portugalski kompozytor, filmowiec, beletrysta i publicysta
  - Tony Sheridan, angielski muzyk rockowy (zm. 2013)
- 22 maja – Jerry Ricks, amerykański gitarzysta bluesowy i piosenkarz (zm. 2007)
- 25 maja
  - Peppino Gagliardi, włoski piosenkarz i kompozytor (zm. 2023)
  - Larry Rosen, amerykański przedsiębiorca, producent, muzyk i inżynier dźwięku (zm. 2015)
- 26 maja – Levon Helm, amerykański muzyk rockowy, multiinstrumentalista i wokalista, perkusista The Band (zm. 2012)
- 27 maja – Sandy Gallin, amerykańska producentka muzyczna, promotor talentów, zdobywczyni nagrody Emmy (zm. 2017)
- 7 czerwca – Tom Jones, walijski piosenkarz i aktor
- 8 czerwca – Nancy Sinatra, amerykańska piosenkarka i aktorka
- 13 czerwca – Bobby Freeman, amerykański piosenkarz soul i R&B, autor tekstów, producent muzyczny (zm. 2017)
- 14 czerwca – Francesco Guccini, włoski piosenkarz, autor tekstów i aktor
- 15 czerwca – Ramona Galarza, argentyńska piosenkarka i aktorka (zm. 2020)
- 20 czerwca – Bob Porter, amerykański producent muzyczny, dyskograf, pisarz i prezenter radiowy (zm. 2021)
- 21 czerwca – Alfred Aleksander Wieczorek, polski muzyk kontrabasista, koncertmistrz i wykładowca
- 23 czerwca – Adam Faith, brytyjski piosenkarz, aktor (zm. 2003)
- 25 czerwca
  - João Carlos Martins, brazylijski pianista i dyrygent
  - Clint Warwick, brytyjski basista, członek zespołu The Moody Blues (zm. 2004)
- 29 czerwca – Wiaczesław Artiomow, radziecki i rosyjski kompozytor
- 30 czerwca – Larry Hall, amerykański piosenkarz (zm. 1997)
- 1 lipca – Carles Santos, hiszpański pianista (zm. 2017)
- 2 lipca
  - Dale Clevenger, amerykański waltornista, muzyk Chicagowskiej Orkiestry Symfonicznej (zm. 2022)
  - Susanna Mildonian, belgijska harfistka (zm. 2022)
- 3 lipca
  - Fontella Bass, amerykańska piosenkarka soulowa i rhythm and bluesowa (zm. 2012)
  - Peer Raben, niemiecki producent filmowy, autor muzyki i aktor (zm. 2007)
- 4 lipca
  - Miguel Ángel Estrella, argentyński pianista (zm. 2022)
  - Dave Rowberry, brytyjski pianista i organista (zm. 2003)
- 5 lipca – Arthur Blythe, amerykański saksofonista i kompozytor jazzowy (zm. 2017)
- 6 lipca – Jeannie Seely, amerykańska piosenkarka country, autorka tekstów, producentka muzyczna i autorka (zm. 2025)
- 7 lipca
  - Ringo Starr, właśc. Richard Starkey, brytyjski perkusista, muzyk The Beatles
  - Ewa Stengl, polska śpiewaczka operowa i operetkowa (sopran) (zm. 2013)
- 8 lipca – Joe B. Mauldin, amerykański kontrabasista rock and rollowy, inżynier dźwięku (zm. 2015)
- 10 lipca – Helen Donath, amerykańska śpiewaczka operowa (sopran)
- 16 lipca
  - Tiberiu Ceia, rumuński piosenkarz (zm. 2023)
  - Arthur Moreira Lima, brazylijski pianista, laureat II nagrody VII Konkursu Chopinowskiego (1965) (zm. 2024)
- 20 lipca
  - Czesław Gładkowski, polski kontrabasista, kompozytor i aranżer, publicysta muzyczny i pedagog (zm. 2002)
  - Janusz Kondratowicz, polski poeta, satyryk i autor tekstów piosenek (zm. 2014)
- 27 lipca – Pina Bausch, niemiecka choreografka tańca współczesnego (zm. 2009)
- 3 sierpnia – Andonis Kalojannis, grecki piosenkarz (zm. 2021)
- 4 sierpnia
  - Coriún Aharonián, Urugwajczyk pochodzenia ormiańskiego, kompozytor muzyki klasycznej (zm. 2017)
  - Larry Knechtel, amerykański klawiszowiec i basista (zm. 2009)
- 10 sierpnia
  - Anzor Erkomaishvili, gruziński muzyk i kompozytor (zm. 2021)
  - Bobby Hatfield, amerykański piosenkarz i autor tekstów, członek duetu The Righteous Brothers (zm. 2003)
- 11 sierpnia – Peter King, angielski saksofonista, klarnecista i kompozytor jazzowy (zm. 2020)
- 12 sierpnia
  - Tony Allen, nigeryjski perkusista afrobeat, kompozytor, autor tekstów (zm. 2020)
  - Peter Hofmann, niemiecki śpiewak operowy (tenor) (zm. 2010)
- 13 sierpnia – Allen Blairman, amerykański perkusista jazzowy (zm. 2022)
- 16 sierpnia – Alix Dobkin, amerykańska piosenkarka i kompozytorka folkowa (zm. 2021)
- 18 sierpnia – Adam Makowicz, polski pianista jazzowy
- 19 sierpnia – Johnny Nash, amerykański piosenkarz, kompozytor i autor piosenek (zm. 2020)
- 26 sierpnia – Nik Turner, angielski wokalista, saksofonista i flecista, muzyk zespołu Hawkwind (zm. 2022)
- 28 sierpnia – Ivy Jo Hunter, amerykański piosenkarz R&B, autor piosenek, producent nagrań (zm. 2022)
- 31 sierpnia
  - Wilton Felder, amerykański saksofonista i basista jazzowy (zm. 2015)
  - Bronisław Pekowski, polski śpiewak operowy (bas-baryton) (zm. 2014)
- 3 września
  - James Dapogny, amerykański muzykolog, pianista jazzowy i lider zespołu (zm. 2019)
  - Shadow Morton, amerykański producent muzyczny, autor tekstów piosenek (zm. 2013)
- 5 września – Lewis Spratlan, amerykański kompozytor muzyki poważnej (zm. 2023)
- 6 września – Jackie Trent, angielska piosenkarka i aktorka (zm. 2015)
- 10 września – Roy Ayers, amerykański wibrafonista, muzyk i kompozytor funkowy, soulowy i jazzowy (zm. 2025)
- 12 września
  - Dig Richards, australijski piosenkarz i kompozytor (zm. 1983)
  - Stefan Zach, polski piosenkarz i kompozytor (zm. 2003)
- 13 września
  - Jimmy James, brytyjski piosenkarz soul, reggae, ska jamajskiego pochodzenia (zm. 2024)
  - Alex Riel, duński perkusista jazzowy i rockowy (zm. 2024)
- 16 września – Hamiet Bluiett, amerykański saksofonista, klarnecista i kompozytor jazzowy (zm. 2018)
- 17 września – Roger Nichols, amerykański kompozytor i autor tekstów piosenek, multiinstrumentalista (zm. 2025)
- 21 września – Mohammad Reza Szadżarian, irański śpiewak klasyczny (zm. 2020)
- 22 września – Edward Bogusławski, polski kompozytor i pedagog (zm. 2003)
- 23 września – Tim Rose, amerykański piosenkarz folkowy i kompozytor (zm. 2002)
- 25 września – Janusz Trzciński, polski muzyk jazzowy, perkusista, kompozytor, animator kultury (zm. 2007)
- 27 września – Josephine Barstow, angielska śpiewaczka (sopran)
- 28 września – Rod Mason, angielski trębacz jazzu tradycyjnego (zm. 2017)
- 29 września – Nicola Di Bari, właśc. Michele Scommegna, włoski wokalista i kompozytor, dwukrotny zwycięzca Festiwalu Piosenki Włoskiej w San Remo (1971 i 1972)
- 30 września – Dewey Martin, kanadyjski perkusista rockowy, członek zespołu Buffalo Springfield (zm. 2009)
- 1 października – Atarah Ben-Tovim, brytyjska flecistka (zm. 2022)
- 2 października – Patrick Sky, amerykański piosenkarz folkowy, autor tekstów i producent muzyczny (zm. 2021)
- 5 października – Bob Heil, amerykański inżynier dźwięku (zm. 2024)
- 6 października – Jerry Heller, amerykański menedżer muzyczny i biznesmen (zm. 2016)
- 7 października – Larry Young, amerykański organista jazzowy (zm. 1978)
- 9 października – John Lennon, brytyjski muzyk, kompozytor i wokalista, muzyk The Beatles (zm. 1980)
- 13 października – Pharoah Sanders, amerykański saksofonista i kompozytor jazzowy (zm. 2022)
- 14 października – Cliff Richard, brytyjski piosenkarz
- 17 października – Stephen Kovacevich, amerykański pianista klasyczny oraz dyrygent
- 18 października
  - Jacques Higelin, francuski piosenkarz (zm. 2018)
  - Cynthia Weil, amerykańska autorka tekstów piosenek (zm. 2023)
- 19 października
  - Larry Chance, amerykański piosenkarz doo wop (zm. 2023)
  - Rubina Qureshi, pakistańska piosenkarka (zm. 2022)
- 23 października – Ellie Greenwich, amerykańska piosenkarka popowa, kompozytorka i producent muzyczny (zm. 2009)
- 26 października – Eddie Henderson, amerykański trębacz jazzowy, kompozytor
- 1 listopada – Barry Sadler, amerykański piosenkarz i pisarz (zm. 1989)
- 5 listopada – Anthony Rolfe Johnson, angielski śpiewak operowy (tenor) (zm. 2010)
- 6 listopada – Anthony Holt, angielski śpiewak (baryton), członek zespołu wokalnego The King’s Singers (zm. 2024)
- 9 listopada – Roy Wales, brytyjski dyrygent chóralny, orkiestrowy i operowy (zm. 2024)
- 11 listopada – Mario Pavone, amerykański kontrabasista i kompozytor jazzowy, pedagog i organizator życia muzycznego (zm. 2021)
- 19 listopada – Bożena Betley, polska śpiewaczka operowa (sopran)
- 21 listopada – Ray Hildebrand, amerykański piosenkarz znany z duetu Paul & Paula (zm. 2023)
- 25 listopada
  - Jean-Claude Malgoire, francuski muzyk oboista, dyrygent (zm. 2018)
  - Percy Sledge, amerykański piosenkarz soulowy (zm. 2015)
- 26 listopada – Davey Graham, brytyjski gitarzysta (zm. 2008)
- 27 listopada – Maciej Małecki, polski kompozytor, pianista i pedagog
- 28 listopada – Clem Curtis, brytyjski piosenkarz soul trynidadzkiego pochodzenia (zm. 2017)
- 29 listopada
  - Denny Doherty, kanadyjski piosenkarz zespołu The Mamas & the Papas (zm. 2007)
  - Mark James, amerykański piosenkarz, kompozytor i autor tekstów (zm. 2024)
  - Chuck Mangione, amerykański trębacz i kompozytor jazzowy (zm. 2025)
- 30 listopada – Josh White Jr., amerykański muzyk bluesowy i folkowy (zm. 2024)
- 4 grudnia
  - Rune Carlsson, szwedzki perkusista jazzowy, muzyk zespołu Komeda Quintet (zm. 2013)
  - Richard Robbins, amerykański kompozytor filmowy (zm. 2012)
- 5 grudnia – Frank Wilson, amerykański producent muzyczny i kompozytor (zm. 2012)
- 10 grudnia – Giancarlo Cardini, włoski pianista i kompozytor (zm. 2022)
- 12 grudnia – Dionne Warwick, amerykańska piosenkarka i pianistka
- 13 grudnia – Urszula Koszut, polska śpiewaczka operowa (sopran) (zm. 2023)
- 19 grudnia
  - Phil Ochs, amerykański piosenkarz, gitarzysta i kompozytor (zm. 1976)
  - Don Weller, angielski muzyk jazzowy; saksofonista tenorowy i kompozytor (zm. 2020)
- 22 grudnia – Branislav Hronec, słowacki kompozytor i pianista (zm. 2022)
- 23 grudnia – Emił Dimitrow, bułgarski piosenkarz i kompozytor (zm. 2005)
- 25 grudnia – Pete Brown, angielski poeta, autor tekstów piosenek, piosenkarz (zm. 2023)
- 27 grudnia – Władimir Komarow, rosyjski kompozytor muzyki filmowej
- 28 grudnia
  - Barbara Martelińska, polska wokalistka jazzowa, działaczka i pasjonatka jazzu (zm. 2022)
  - Kurt Widmer, szwajcarski śpiewak (baryton) i pedagog muzyczny (zm. 2023)
- 29 grudnia – Papa Noël, właśc. Antoine Nedule Monswet, kongijski gitarzysta jazzowy, kompozytor i autor tekstów (zm. 2024)

Data dzienna nieznana
- styczeń – Joe Fagin, angielski piosenkarz pop (zm. 2023)
- styczeń – Jan Leszczyński, polski muzyk ludowy, skrzypek (zm. 2017)
- Włodzimierz Halik, polski muzyk jazzowy, grający na kontrabasie i saksofonie basowym; członek zespołu Hagaw (zm. 2024)

## Zmarli
- 13 stycznia – Bolesław Tyllia, polski dyrygent (ur. 1900)
- 3 lutego – Victor Léon, austriacki librecista pochodzenia żydowsko-węgierskiego, współautor libretta do Wesołej wdówki (ur. 1858)
- 17 lutego – Ulrich Hildebrandt, niemiecki kompozytor, pianista i organista (ur. 1870)
- 4 marca – Karl Muck, niemiecki dyrygent (ur. 1859)
- 15 marca – Ferdinand Hellmesberger, austriacki wiolonczelista i dyrygent (ur. 1863)
- 18 marca – Lola Beeth, austriacka śpiewaczka operowa (sopran) (ur. 1860)
- 25 marca – Ion Nonna Otescu, rumuński kompozytor i dyrygent (ur. 1888)
- 3 kwietnia – Martin Gjoka, albański kompozytor; franciszkanin (ur. 1890)
- 28 kwietnia – Luisa Tetrazzini, włoska śpiewaczka operowa (sopran) (ur. 1871)
- 29 kwietnia – Józef Pasternak, polski dyrygent, pianista i altowiolista (ur. 1881)
- 8 czerwca – Frederick Converse, amerykański kompozytor muzyki klasycznej (ur. 1871)
- 16 czerwca – Vítězslava Kaprálová, czeska kompozytor i dyrygent (ur. 1915)
- 20 czerwca
  - Jehan Alain, francuski kompozytor (ur. 1911)
  - Emma Nevada, amerykańska śpiewaczka operowa (sopran) (ur. 1859)
- 28 lipca – Lucie Weidt, austriacka śpiewaczka operowa (sopran) (ur. 1876)
- 8 sierpnia – Johnny Dodds, amerykański klarnecista jazzowy (ur. 1892)
- 9 sierpnia – Alessandro Bonci, włoski śpiewak operowy (tenor liryczny) (ur. 1870)
- 21 sierpnia – Paul Juon, niemiecki kompozytor pochodzenia rosyjskiego (ur. 1872)
- 29 sierpnia
  - Arthur De Greef, belgijski pianista i kompozytor (ur. 1862)
  - Jan Sztwiertnia, polski pedagog, kompozytor (ur. 1911)
- 17 września – Zygmunt Moczyński, polski pedagog muzyczny, kompozytor, dyrygent (ur. 1871)
- 30 września – Walter Kollo, niemiecki kompozytor, autor tekstów, wydawca (ur. 1878)
- 5 października – Silvestre Revueltas, meksykański kompozytor, skrzypek i dyrygent (ur. 1899)
- 24 października – Victor Hollaender, niemiecki kompozytor i dyrygent (ur. 1866)
- 30 listopada – Fritz Volbach, niemiecki kompozytor, dyrygent i muzykolog (ur. 1861)
- 5 grudnia – Jan Kubelík, czeski skrzypek i kompozytor (ur. 1880)

Data dzienna nieznana
- kwiecień – Władysław Anczyc, polski przedsiębiorca, filolog, muzykolog, pianista, geolog oraz taternik, kapitan Wojska Polskiego (ur. 1894)
- wiosna – Bronisław Młodziejowski, polski muzyk, pianista, dyrygent, ofiara zbrodni katyńskiej (ur. 1911)

## Albumy
- polskie
- zagraniczne
  - Ballad for Americans – Bing Crosby
  - Favorite Hawaiian Songs – Bing Crosby
  - Christmas Music – Bing Crosby, Kenny Baker, Men About Town oraz Eddie Dunstedter
  - Star Dust – Bing Crosby

## Muzyka poważna
- Powstaje The Tempest Lukasa Fossa  – muzyka do dramatu Burza Williama Szekspira
- Powstaje Four Preludes Lukasa Fossa
- Powstaje Intermezzo  Lukasa Fossa
- Powstaje Set of Three Pieces Lukasa Fossa
- Powstaje Where the Bee Sucks Lukasa Fossa
- Powstaje Melodrama and Dramatic Song for Michelangelo Lukasa Fossa

## Film muzyczny
- 5 maja – odbyła się premiera filmu If I Had My Way w reżyserii Davida Butlera.
- 6 września – odbyła się premiera filmu Rhythm on the River w reżyserii Victora Schertzingera.